# Nancy Richey
Nancy Richey (* 23. August 1942 in San Angelo) ist eine ehemalige US-amerikanische Tennisspielerin.

## Karriere
In ihrer Laufbahn gewann sie 6 Grand-Slam-Turniere im Einzel und Doppel, darunter 1967 die australischen Meisterschaften und 1968 die französischen Meisterschaften.
Im Jahr 1969 gewann sie mit dem US-amerikanischen Team den Federation Cup.
Richey zählt zu den neun Spielerinnen, den Original 9, die 1970 das Virginia Slims Invitational spielten, das von Gladys Heldman veranstaltet und gesponsert wurde.

## Privates
Nancy Richeys Eltern George und Betty Richey waren Tennistrainer, die ihre Kinder an den Sport heranführten. Ihr jüngerer Bruder Cliff Richey war ebenfalls ein erfolgreicher Tennisspieler, der einige professionelle Turniere und den Davis Cup gewinnen konnte.

## Grand-Slam-Siege

### Einzel
| Nr. | Datum | Turnier                  | Belag | Finalgegnerin | Ergebnis      |
| --- | ----- | ------------------------ | ----- | ------------- | ------------- |
| 1.  | 1967  | Australian Championships | Rasen | Lesley Turner | 6:1, 6:4      |
| 2.  | 1968  | French Open              | Sand  | Ann Jones     | 5:7, 6:4, 6:1 |

### Doppel
| Nr. | Datum | Turnier                  | Belag | Partnerin       | Finalgegnerinnen              | Ergebnis      |
| --- | ----- | ------------------------ | ----- | --------------- | ----------------------------- | ------------- |
| 1.  | 1965  | U.S. Championships       | Rasen | Carole Graebner | Billie Jean King Karen Hantze | 6:4, 6:4      |
| 2.  | 1966  | Australian Championships | Rasen | Carole Graebner | Margaret Smith Lesley Turner  | 6:4, 7.5      |
| 3.  | 1966  | Wimbledon                | Rasen | Maria Bueno     | Margaret Smith Judy Tegart    | 6:3, 4:6, 6:4 |
| 4.  | 1966  | U.S. Championships       | Rasen | Maria Bueno     | Rosie Casals Billie Jean King | 6:3, 6:4      |

## Persönliches
Am 15. Dezember 1970 heiratete sie Kenneth S. Gunter.